# Economia do Império Bizantino
A economia do Império Bizantino foi ao longo de vários séculos uma das mais fortes economias da região do Mediterrâneo. A capital Constantinopla, situada na confluência de várias rotas comerciais que no seu auge cobriam praticamente toda a Eurásia e Norte de África, foi um dos principais centros de comércio ao longo de todo o primeiro milénio. Alguns académicos defendem que, até ao surgimento dos Árabes no século VII, a economia do império era a mais poderosa a uma escala global. No entanto, as conquistas árabes contribuíram de forma significativa para um período de declínio e estagnação. As reformas de Constantino V (c. 765) marcam o início do renascimento económico e dão origem a um novo período de prosperidade. Entre os séculos X e XII, o Império Bizantino projecta uma imagem de opulência, impressionando os viajantes pela riqueza acumulada na capital. No entanto, a Quarta Cruzada deu origem a uma crise económica profunda. A dinastia paleóloga tentou relançar a economia, embora até ao colapso do império o Estado nunca tivesse voltado a dominar por completo as forças economicas.
Um dos pilares da economia imperial foi o comércio. O Estado controlava de forma exagerada tanto o comércio interno como externo, e detinha o monopólio da emissão de moeda. Constantinopla continuou a ser o mais importante centro comercial da Europa durante a Idade Média, até à República de Veneza progressivamente tomar esta posição.

## História económica
A economia do Império Romano do Oriente não foi tão afectada pelas migrações bárbaras como a metade ocidental. Durante o reino de Diocleciano, a receita anual estimada da parte oriental foi de 9 400 000 soldos, de um total de 18 000 000 soldos na totalidade do império. Estas estimativas podem ser comparadas com 14 500 000 soldos no ano 150 e 22 000 000 soldos no ano 215. Em finais do reino de Marciano, a receita anual no império oriental foi de 7 800 000 soldos, o que lhe permitiu acumular cerca de 100 mil libras de ouro, ou 7 200 000 soldos, na tesouraria imperial. Estima-se que entre o reinado de Diocleciano e o de Marciano tenha havido um ligeiro declínio da população da metade oriental e da produção agrícola, embora as maiores cidades tenham tido algum crescimento entre os séculos V e VI. Já no reinado de Marciano, as dificuldades do império oriental parecem ter sido menores, tendo a população aumentado pela primeira vez em vários séculos.

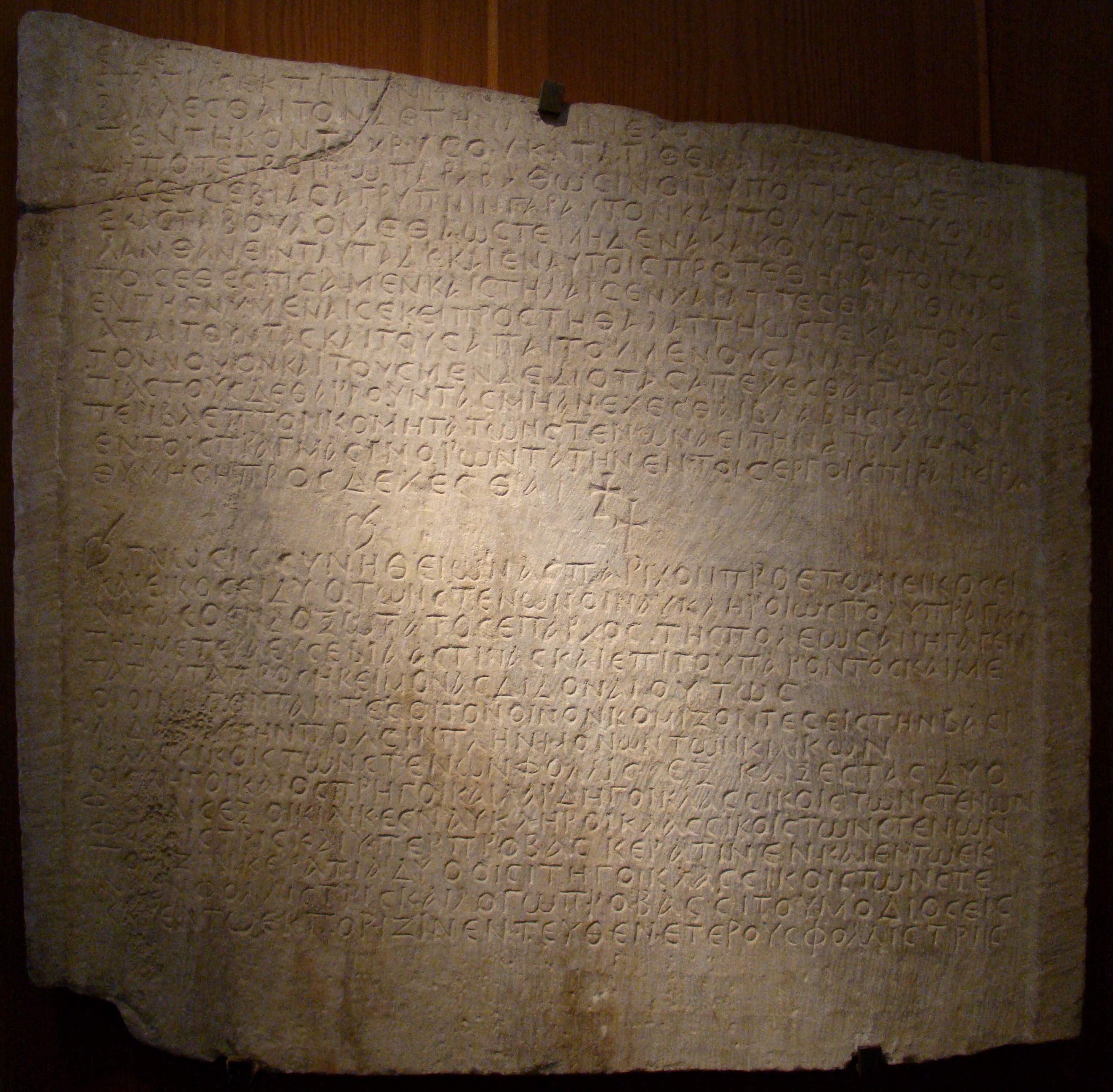
Lei de r., que regulava a passagem pela alfândega de Dardanelos

A riqueza de Constantinopla pode ser demonstrada pelo facto de Justino I (r. 518–527) ter gasto 3 700 libras de ouro na celebração do seu consulado. Após o final do seu reino, Anastácio I Dicoro tinha conseguido reunir 23 000 000 soldos em tesouraria. No início do seu reino, Justiniano I (r. 527–565) herda um excedente de 28 800 000 soldos. Antes da reconquista de Justiniano I, o Estado tinha uma receita anual de 5 000 000, que aumentaria após o ano 550. Antes das reconquistas de Justiniano, o Estado tinha uma receita anual de 5 000 000 soldos, valor que aumentaria ainda mais depois das reconquistas de 550. Apesar disto, o governo de Justiniano pouco dinheiro tinha no final do seu reinado devido em parte à praga de Justiniano e às guerras romano-persas. Justiniano gastou grande parte do tesouro em subsídios anuais ao Império Sassânida, o que teve um impacto significativo na economia. Para além disso, a reconstrução de Santa Sofia teve um custo de 20 mil libras de ouro. Os sucessores de Justiniano continuaram a pagar avultados subsídios a estados inimigos. Justino II foi forçado a pagar 80 mil moedas de prata aos Ávaros como contrapartida pela paz; a sua consorte Sofia pagou 45 mil soldos ao xá Cosroes I (r. 531–579) em troca de uma trégua de um ano, enquanto Tibério II (r. 578–582) gastou 7 200 libras de ouro anuais durante quatro anos. Quando o imperador Heráclio (r. 610–641) decretou a alteração da língua oficial do império do latim para o grego, o soldo passaria a ser conhecido pela sua denominação em grego, nomisma (plural: nomismata).

### Conflitos militares dos séculos VIII e IX
As Guerras bizantino-árabes do século VII reduziram para um terço a dimensão do território imperial, o que teve implicações profundas na economia. Em 780 a receita do Império era de apenas 1 800 000 nomismas. No entanto, a partir do século VIII a economia melhora substancialmente o que, a par do impulso na agricultura na Anatólia, permitiu suster um exército em constante disputa com os territórios adjacentes. As maiores cidades forneciam grandes quantidades de armamento, enquanto que as cidades de província forneciam sobretudo géneros alimentares mediante requisição. Embora o salário de um soldado fosse mínimo, a vastidão do exército significava um esforço considerável por parte do tesouro.
Por volta de 775, os impostos sobre as terras e à cabeça rendiam anualmente ao Estado cerca de 1 600 000 nomismas. Durante este período, o comércio estava em recessão e rendia apenas 200 mil nomismas anuais em impostos. As despesas neste período eram bastante superiores ao rendimento. Só o exército consumia 600 mil nomismas em salários e outro tanto em gastos militares. A administração pública precisava de 400 mil nomismas anuais, enquanto que as despesas imperiais ascendiam a 100 mil nomismas. A soma destas despesas significa que o governo bizantino dispunha de um saldo de apenas 100 mil nomismas anuais para tratados, subornos ou ofertas.
As despesas aumentam novamente após a invasão do império pelo exército muçulmano em 806, forçando Nicéforo I, o Logóteta (r. 802–811) a pagar um resgate de 50 mil moedas de ouro e um tributo anual de 30 mil moedas de ouro. De forma a impressionar o califa de Bagdade, Teófilo distribuiu 36 mil moedas pelos cidadãos de Bagdade; em 838 seria forçado a pagar 100 mil dinares de ouro ao califa. A recuperação da economia bizantina no início do século IX permitiu a Teófilo deixar ao seu sucessor 7 000 000 nomismas no tesouro imperial em 842. Depois da sua morte, a sua mulher Teodora prosseguiu as políticas, aumentando as reservas imperiais para 7 848 000nomismas, embora durante o reinado do filho Miguel III, o Ébrio (r. 842–867) o tesouro tenha novamente regredido para 100 mil nomismas. No entanto, através de políticas económicas prudentes, Basílio II Bulgaróctono (r. 976–1025) conseguiu rapidamente reunir 4 300 000 nomismas,[carece de fontes?] mais do que a própria receita anual do império de 3 300 000 nomismas ca. 850. Nicéforo II Focas (r. 963–969) pagou a Esvetoslau I (r. 945–972) um total de 15 mil libras de ouro em 968 para que invadisse a Bulgária. Pouco antes da morte de Basílio II Bulgaróctono em 1025, o rendimento anual do império tinha aumentado para 5 900 000 nomismas, o que lhe permitiu acumular no tesouro um excedente de 14 400 000 nomismas (200 mil libras de ouro) para o seu sucessor.
Por volta de 850, os impostos sobre as terras e à cabeça rendiam ao Estado cerca de 2 900 000 nomismas anuais. Durante este período, o comércio cresceu exponencialmente, contribuindo com 400 mil nomismas anuais. As despesas durante este período eram muito significativas, embora o tesouro fosse capaz de as suportar. O exército custava anualmente 1 400 000 nomismas em salários e mais 800 mil em despesas. Isto significa que o governo bizantino tinha anualmente um excedente de 500 mil nomismas, muito mais do que no século VIII.

### Dinastia comnena

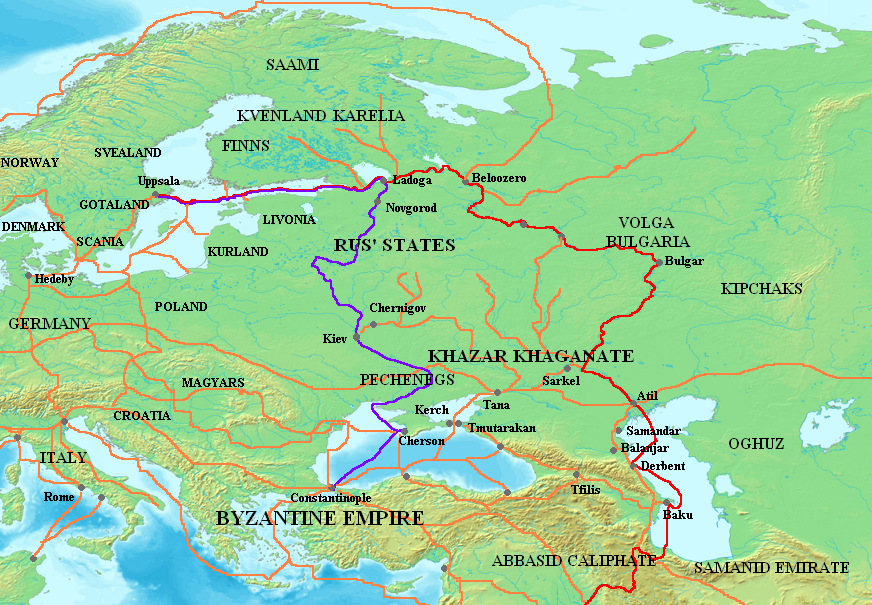
Rotas comerciais na Europa oriental entre os séculos VIII e XI. A violeta, a rota comercial dos varegues com os gregos

Entre os séculos X e XII, o Império Bizantino projecta uma imagem de riqueza e opulência. As reformas de Constantino V marcam o início de um renascimento que se prolongaria até 1024. Os viajantes que visitavam a capital ficavam impressionados com a riqueza acumulada em Constantinopla; riquezas que também serviam o intuito propagandístico do Estado. Quando Liuprando de Cremona é nomeado embaixador na capital bizantina, fica impressionado pela residência imperial, refeições luxuosas e entretenimento acrobático. Apesar disso, a economia bizantina entra num longo período de declínio até à recuperação durante a dinastia comnena. No rescaldo da Batalha de Manzicerta, Alparslano sugere ao imperador Romano IV Diógenes (r. 1068–1071) um tributo de 10 000 000 moedas de ouro, mais tarde reduzido para 1 500 000 acrescido de 360 mil moedas de ouro anuais.
Em troca de uma aliança, Aleixo I (r. 1081–1118) oferece 360 mil moedas de ouro ao imperador germânico Henrique IV. A riqueza do império durante a dinastia comnena pode ser observada através do pagamento de vários resgates por Manuel I (r. 1143–1180), libertando vários prisioneiros latinos do exército muçulmano por 100 mil dinares, pelo pagamento de 150 mil dinares por Boemundo III em 1165, 120 mil dinares por Reinaldo de Châtillon e 150 mil dinares por Balduíno de Ibelin em 1180. Quando Manuel se tornou imperador ordenou que fossem oferecidas duas moedas de ouro a cada proprietário de uma habitação em Constantinopla, para além de duzentas libras de ouro e duzentas moedas de prata anuais à Igreja bizantina. Quando a sua sobrinha Teodora casou com o rei Balduíno III de Jerusalém em 1157, Manuel ofereceu um dote de 100 mil moedas de ouro, mais 10 mil para a cerimónia e mais ofertas no valor de 14 mil moedas de ouro. O envolvimento de Manuel em Itália custaria ao tesouro provavelmente mais de 2 160 000 hipérpiros (ou 30 mil libras de ouro), prometendo também o pagamento de cinco mil libras ao Papa e à Cúria.
A principal fonte de rendimento do Estado ao longo do século XII foi o comércio (kommerkion), uma taxa alfandegária aplicada em Constantinopla a todas as importações e exportações, havendo testemunhos de ter rendido ao Estado 20 mil hipérpiros por dia. Quando calculada com as restantes fontes de rendimento, a receita anual do império em 1150 foi de 5 600 000 hipérpiros. Durante a dinastia comnena foram oferecidas várias excepções alfandegárias aos comerciantes italianos, o que significou uma perda potencial de 50 mil hipérpiros anualmente. Uma embaixada veneziana deslocou-se a Constantinopla em 1184, firmando um acordo que estabelecia uma compensação de 1500 libras de ouro pelas perdas ocorridas em 1171.

### Declínio e saque de Constantinopla
Após o fim da dinastia comnena, a economia bizantina entra em declínio devido a uma série de factores: a fragmentação do Império em 1024, as sucessivas perdas de território para os Turcos e a expansão italiana nos mares Mediterrâneo e no Negro. Quando Isaac II Ângelo se torna imperador em 1185, uma multidão invade o palácio e pilha 1 200 libras de ouro, três mil libras de prata e 20 mil libras de moedas de bronze. Em 1195, Henrique VI da Germânia força o imperador bizantino Aleixo III Ângelo (r. 1095–1203) a pagar-lhe um tributo de mil libras de ouro. A presença dos exércitos das cruzadas em Constantinopla não só culminou num saque violento que destruiu e dispersou toda a riqueza e cultura acumuladas, como foi acompanhado por uma série de incêndios que destruíram as áreas norte e central da cidade, provocando o êxodo em massa dos residentes para os centros gregos de governo em exílio. O saque de Constantinopla pelos cruzados latinos em 1204 representou uma catástrofe económica. Devido à crise financeira, o Estado só podia pagar 100 mil marcos de prata das 200 mil exigidas. A dívida de Constantinopla era de cerca de 900 mil marcos de prata, cerca de 3 600 000 hipérpiros ou 50 mil libras de ouro. Os imperadores latinos em crise derreteram estátuas para cunhagem de moeda, ao mesmo tempo que os venezianos exportavam saques, relíquias e peças de arte. Em 1237, o imperador latino Balduíno II empenhou a própria coroa a um mercador de Veneza por 13 134 moedas de ouro.

### Dinastia paleóloga
Quando a dinastia paleóloga assumiu o poder, os mercadores italianos dominavam já o comércio marítimo, ao mesmo tempo que as incursões turcas impediam o comércio por estrada. Miguel VIII (r. 1259–1282) tentou restaurar a grandeza da capital, mas os recursos do império eram inadequados. Em 1282, Miguel VIII foi forçado a esvaziar o tesouro imperial de modo a poder pagar a avultada quantia de 60 mil hipérpiros a Pedro III de Aragão para que invadisse o Reino da Sicília. Constantinopla torna-se, tal como nos séculos VIII e IX, uma rede ruralizada de núcleos dispersos. Nas décadas finais antes da sua queda, a população é de apenas 70 mil pessoas. Gradualmente, o Estado vai também perdendo influência na regulação do comércio, no controlo dos mecanismos de preços e da movimentação de metais preciosos e, de acordo com alguns investigadores, na própria cunhagem de moeda. Em 1303, durante o início do reinado de Andrónico II, a receita anual do império cai para menos de 1 800 000 hipérpiros. Em 1321, é com avultado esforço que Andrónico consegue manter a receita acima de 1 000 000 de hipérpiros.
A recessão da economia bizantina era de tal ordem que em 1343 a imperatriz Ana de Saboia teve que empenhar as joias da coroa por 30 mil ducados venezianos, o equivalente a 60 mil hipérpiros. Em 1348, Constantinopla tinha uma receita anual de 30 mil hipérpiros, enquanto que na colónia genovesa de Gálata a receita anual era de 200 mil hipérpiros. Quando o imperador João VI (r. 1347–1354) tenta reconstruir a marinha bizantina, apenas consegue reunir 50 mil hipérpiros. Em 1453, a economia do bairro genovês em Constantinopla era sete vezes maior do que a de todo o império. O único sucesso durante este período foi quando em 1349 a República de Génova concordou em pagar uma indemnização de guerra de 100 mil hipérpiros. Quando o imperador João V foi capturado por João Alexandre da Bulgária (r. 1331–1371) em 1366, foi forçado a pagar um resgate de 180 mil florins. Em 1370 o império devia a Veneza 25 663 hipérpiros por danos a propriedade veneziana. Em fevereiro de 1424, Manuel II (r. 1391–1425) assina um tratado de paz desfavorável com os Turcos Otomanos, pelo qual o Império Bizantino era obrigado a pagar anualmente 300 mil moedas de prata ao sultão. O imperador Constantino XI tem uma dívida para com Veneza de 17 163 hipérpiros à data da sua morte em 1453.

## Agricultura

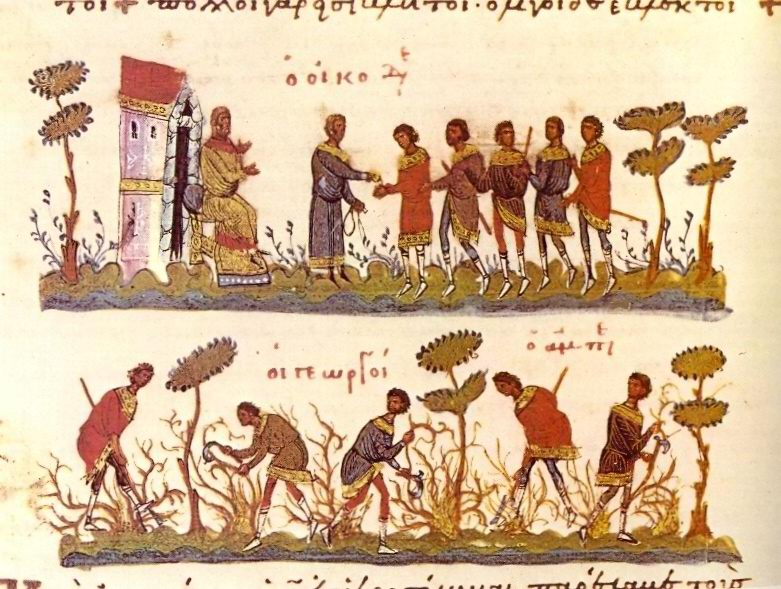
Agricultores no campo (metade inferior) e a receber o pagamento (metade superior). Parábola dos Trabalhadores na Vinha, evangelho bizantino do século XI

O desenvolvimento da economia agrícola, embora lento, foi constante entre o século VIII e o início do XIV. Enquanto que as regiões interiores se concentravam na criação de gado, as regiões costeiras eram especialmente propícias para a agricultura, sendo férteis em cereais, vinhas e olivais, e parecem ter desempenhado um papel importante no desenvolvimento da economia bizantina. No entanto, as ferramentas agrícolas ainda rudimentares pouco se alteraram ao longo dos séculos, o que motivou uma fraca relação entre produtividade e trabalho.
Ente os séculos VII e XII a organização social da produção estabelecia-se em função de dois núcleos: a fazenda e a vila (um grupo de pequenos proprietários livres). A estrutura social da vila era a forma que melhor se adaptava a condições instáveis, assumindo a fazenda este papel quando as condições fossem novamente seguras. Havia por princípio uma distinção clara entre os arrendatários que viviam nas fazendas e pagavam tributo ao proprietário) e os habitantes das vilas, muitos dos quais eram proprietários de terra, e pagavam impostos ao Estado. No entanto, nem todos os camponeses das fazendas viviam nelas, e nem todos desfrutavam de estatuto especial; alguns deles eram escravos ou trabalhadores assalariados. Da mesma forma, nem todos os habitantes das vilas eram proprietários e, entre estes, nem todos eram agricultores. Alguns proprietários nas vilas detinham estatutos menores na hierarquia aristocrática, e tinham maior riqueza do que os proprietários de fazendas. A distinção entre um proprietário e um agricultor da fazenda (paroikos) foi sendo cada vez mais ténue à medida que as propriedades cultivadas pelos paroikoi foram sendo consideradas hereditárias e alguns se tornaram proprietários. Por volta do início do século XIV, a Macedónia rural estava dividida numa malha praticamente contínua de fazendas, tendo substituído a antiga rede de comunas.
A densidade populacional, alta durante o século VI, diminuiu progressivamente nos séculos VIII e IX. Várias epidemias, como as pestes de 541/542 e de 747, parecem ter tido maior impacto no número de população do que as próprias guerras. A partir do século IX a população volta a crescer, embora a sua distribuição tenha sido desequilibrada. Durante este período de crescimento, estima-se que a área de cultivo tenha crescido para o dobro, e que este aumento tenha implicado uma desflorestação significativa e a deslocação das áreas de pastoreio.
Após a Batalha de Manzicerta em 1071, grande parte do interior da Anatólia foi perdido para os Turcos, e os restantes territórios do Império dominados pelas cidades ainda controladas pelos bizantinos. A conquista do império pelos cruzados em 1204 e a sequente divisão dos territórios bizantinos afectou de forma significativa a economia agrícola. Estes territórios, divididos entre estados gregos e latinos, perderam muita da sua coesão. O Estado bizantino já não actuava como elemento de união e, no século XIII, não havia autoridade que o substituísse. É ainda neste século que há um declínio acentuado na conversão de novas terras para agricultura, verificando-se também um empobrecimento generalizado dos camponeses, diminuindo a procura ao mesmo tempo que dá origem à concentração de recursos e excedentes nos maiores proprietários.
A expansão demográfica terminou no fim do século XIV, durante o qual se verifica a deterioração do estatuto dos paroikoi, uma erosão da função económica das vilas como consequência do papel das fazendas, e um declínio demográfico abrupto na Macedónia. A aristocracia mais abastada perde as suas possessões, ao mesmo tempo que se verifica uma concentração desproporcional de propriedade nos maiores mosteiros, que pouco interesse manifestavam na sua rentabilização. A produção agrícola só assistiria a uma nova expansão durante o Império Otomano.
As florestas ocupavam praticamente toda a extensão do Império Bizantino, excepto a região da Anatólia e do sul da Grécia, onde já na antiguidade a vegetação era rasteira. Regra geral, as florestas eram exploradas pelos proprietários, podendo as florestas de domínio público ser exploradas mediante o pagamento de uma taxa. No entanto, o Estado tinha autoridade para requisitar força laboral, abate e transporte de madeira, a construção de embarcações e o fornecimento de carvão, podendo também comprar madeira a preços fixos. Embora fossem exploradas uma série de árvores e arbustos para vários fins, inclusive medicinais, a produção de carvalho destaca-se em termos económicos, não só em função da madeira de qualidade superior para a construção como também pela produção de bolota e pelo aproveitamento dos parasitas para a produção de corantes. A resina dos pinheiros era explorada para a produção de uma massa vedante essencial à indústria naval, enquanto que a árvore do pistáchio produzia uma massa usada na pastelaria e na produção de cosméticos.

## Comércio

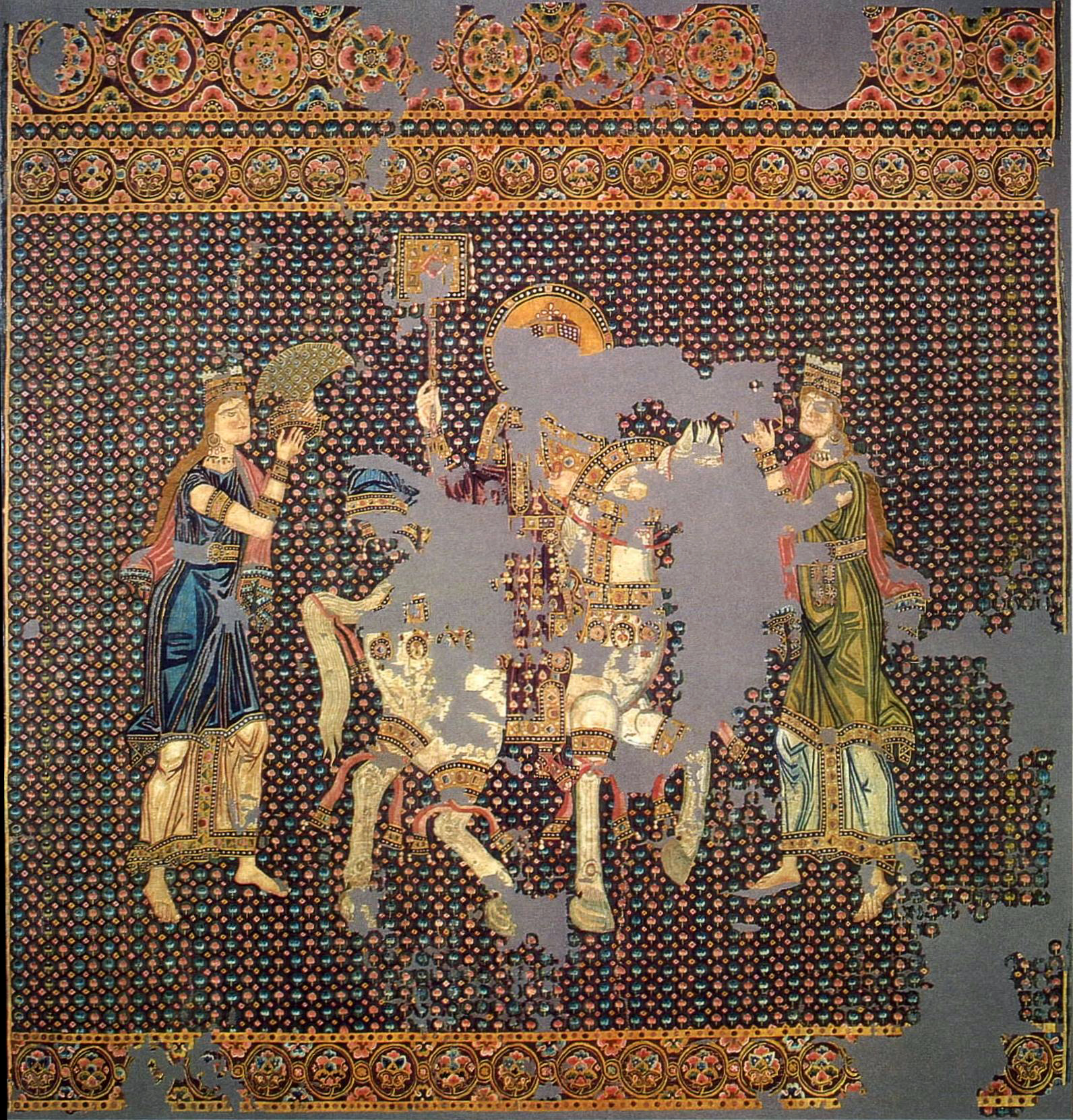
Tapeçaria em seda bizantina c., alusiva ao regresso de r. da campanha contra a Rússia de Quieve na Bulgária. É rodeado por duas figuras femininas que representam os dois demos da cidade. A seda foi, ao longo de séculos, uma das principais e mais rentáveis mercadorias comercializadas pelo Império Bizantino

O comércio foi um dos pilares fundamentais da economia. Constantinopla situava-se na confluência de uma série de rotas comerciais norte-sul e leste-oeste e o porto de Trebizonda era um dos mais importantes da região. O traçado preciso das rotas foi sendo alterado ao longo dos séculos, mediante as guerras e a situação política. Regra geral, as importações e exportações eram taxadas uniformemente a 10%.
Os cereais e a seda eram duas das mais importantes mercadorias para o Império. A invasão árabe do Egito e da Síria afectou o comércio bizantino e o abastecimento de grão à capital. À medida que a população aumentou durante os séculos IX e X, a procura por grão também aumentou. Constantinopla dispunha de um mercado exclusivo para grão, podendo o Estado intervir na disponibilidade de grão e na formação de preços. O Estado usava a seda como forma de pagamento e no campo da diplomacia. A seda em bruto era importada da China e transformada em brocados ou pano-de-ouro, cujo preço no mercado era o mais elevado no mundo. Em séculos posteriores, o bicho-da-seda foi introduzido no império, fazendo com que a seda importada perdesse importância. Após o reinado de Justiniano I e produção e venda de seda tornou-se num monopólio imperial, processada apenas em fábricas do Estado e vendida a distribuidores autorizados. Embora fosse permitido aos comerciantes de seda comprar a seda em bruto no exterior de Constantinopla, eles próprios não tinham autorização para viajar para o exterior da cidade, provavelmente como forma de não interferir na actividade dos mercadores de província.
Entre os inúmeros bens frequentemente comercializados, tanto em Constantinopla como na província, contam-se o óleo, vinho, peixe em salmoura, hortícolas, sal, madeira e cera. Entre os produtos transformados estão a cerâmica, o linho e a lã. Os artigos de luxo, como a seda, perfumes ou especiarias eram também importantes. Há testemunhos de comércio de escravos, tanto a nível de Estado como, provavelmente, a nível privado. O comércio internacional era praticado não apenas em Constantinopla, que até ao fim do século XII é o mais importante centro de comércio dos bens de luxo orientais, mas também em diversas outras cidades que se estabeleceram como centros de comércio internacional e interregional, como Salonica e Trebizonda. Os têxteis foram provavelmente a mais importante mercadoria de exportação, aparecendo em civilizações tão distantes como o Egito, Bulgária e em todo o Ocidente. O império comercializava bens também através de Veneza, enquanto fora parte do império: sal, madeira, ferro e escravos, assim como produtos de luxo do oriente. Ao longo dos séculos XI e XII o comércio italiano no império teve condições privilegiadas, enquadrado em tratados e privilégios concedidos a cidades como Amalfi, Veneza, Génova e Pisa. Em 992, Basílio II Bulgaróctono (r. 976–1025) assinou um tratado com Pietro II Orseolo, cujos termos determinavam que os impostos alfandegários de Constantinopla seriam reduzidos de 30 nomismas para 17 em contrapartida pela concordância dos venezianos em transportar tropas bizantinas para o sul de Itália em tempo de guerra.
A quarta cruzada e o domínio veneziano do comércio na região criaram novas condições. Em 1261, foram oferecidos aos genoveses privilégios alfandegários generosos, e seis anos mais tarde os venezianos reobtiveram o seu distrito original em Constantinopla. Estas duas potências comerciais criaram condições que lhes permitiam alcançar qualquer ponto do império, colocando assim toda a zona económica ao serviço dos seus interesses comerciais.
A dinastia paleóloga tentou reavivar a economia e restabelecer as formas tradicionais de supervisão política e orientação económica. No entanto, a força o Estado durante o período final do Império Bizantino era já débil, e foi gradualmente perdendo influência nos mecanismos de comércio, no controlo da circulação de metais preciosos e, de acordo com alguns investigadores, na própria cunhagem de moeda. Os últimos governantes bizantinos encarregados de implementar uma política regulatória usaram os meios do Estado em seu próprio benefício. A actividade comercial privada foi também afectada pelas crises na política externa e pela erosão interna de Bizâncio.

## Moeda

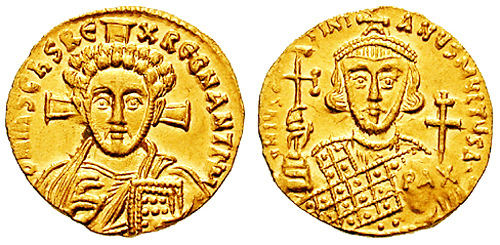
Soldo de ouro de (4,42 g). Cunhado a partir de 692.

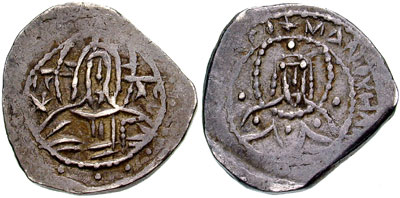
Meio estavrato, emitido por (3,53 g). Na inscrição lê-se: "Manuel em Cristo [nosso] Deus, leal imperador."

A moeda física era a forma básica de dinheiro no império Bizantino, embora existam documentos que indicam a existência de crédito e que o sistema bancário fora mais complexo do que afirmado no passado. O sistema monetário do império foi capaz de funcionar ao longo de mais de um milénio, desde Constantino I até 1453, devido à sua relativa flexibilidade. O dinheiro era ao mesmo tempo produto e instrumento de uma complexa e avançada organização fiscal que contribuiu para a unidade económica do seu território.
As primeiras características da organização administrativa da produção monetária foram definidas por Diocleciano e Constantino, estando ainda em vigor no início do século VII. Ao longo da História bizantina, a supervisão da cunhagem de moedas  era atribuída ao imperador, pelo que o governo controlava, em certa medida, a oferta de dinheiro. No entanto, o governo nem sempre era capaz de conduzir uma política monetária no sentido contemporâneo do termo.
Desde a criação do sistema monetário por Constantino em 312 que o seu elemento fundamental foi o soldo de ouro, uma unidade monetária cujo valor nominal era equivalente ao seu valor intrínseco em ouro, tal como definido pelo Código de Teodósio. O soldo tornou-se uma moeda bastante valorizada e estável para a transferência de valores. Para além das moedas em ouro com valor real, existiram também moedas em prata ligeiramente sobrevalorizadas e uma moeda em bronze de natureza fiduciária, que definiam a segunda característica específica deste sistema monetário. Em finais do século X e durante o século XI, o sistema económico sofre uma alteração profunda, seguida por uma crise que afectou o valor de todos os metais em diferentes datas e em diferentes modalidades. A reforma de Aleixo I Comneno pôs um fim a esta crise ao restaurar a cunhagem de ouro de elevada granulometria, o hipérpiro, e através da criação de um novo sistema que perduraria por mais dois séculos.
Em 1304, a introdução do basílico, uma moeda em prata pura inspirada no ducado veneziano, marca o abandono das estruturas anteriores sob a influência de modelos ocidentais. O sistema que teve início em 1367 foi constituído em função do estavrato, uma moeda de prata mais pesada, equivalente ao dobro do peso do último hipérpiros. Por volta do fim do século XII, sobretudo a partir de 1204, a fragmentação política do império motivou a criação de moedas que podiam ser feudais, coloniais ou nacionais. Neste contexto, as moedas venezianas entram rapidamente em circulação no império bizantino, contrastando com o monopólio de que a moeda bizantina desfrutou até ao século XII dentro e fora de fronteiras do império, símbolo da sua influência política e económica.

## Aspectos macroeconómicos

### Intervenção do Estado
O Estado mantinha o monopólio da emissão de moeda e o poder para intervir directamente em sectores fundamentais da economia. Exercia controlo formal nas taxas de juro e definia as regras de actuação das corporações de ofício em Constantinopla que tivessem particular interesse para o comércio. O imperador e o governo intervinham em tempos de crise para assegurar a provisão de capital e manter os preços dos cereais baixos, controlando não só a circulação interna de bens, como o comércio internacional. Para além disso, o Estado recebia também parte do excedente sob a forma de impostos, redistribuindo-o na forma de salários a oficiais do exército ou através de investimento em obras públicas ou obras de arte.

### Produto interno bruto
O produto interno bruto do Império Bizantino foi estimado entre 1071.94 $ e 1375,65 $ (em dólares internacionais com a inflação contabilizada de forma a oferecer uma perspectiva moderna), durante o auge da economia bizantina, por volta do ano 1000 e durante o reinado de Basílio II Bulgaróctono. Estima-se também que na mesma época a dimensão da população tenha sido entre doze a dezoito milhões. Isto permite concluir que o produto interno bruto total tenha sido um valor entre 8,16 e 13,86 mil milhões de dólares.